# Iwan Fiediuninski

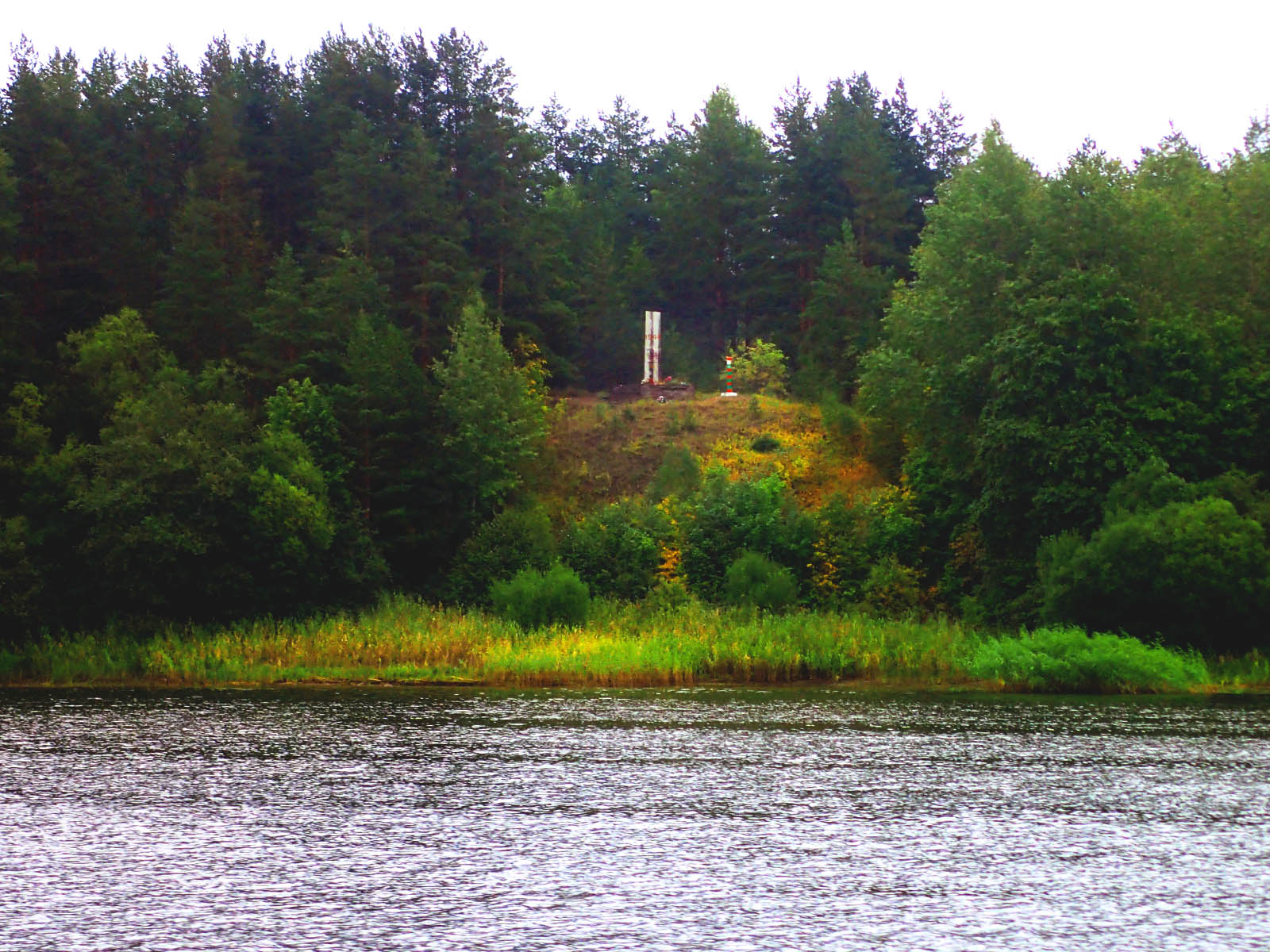
Pomnik nad rzeką Narwą. Zbudowany w miejscu z którego gen.Iwan Fiediuninski dowodził w 1944 podległymi mu wojskami

Iwan Iwanowicz Fiediuninski (ros. Ива́н Ива́нович Федю́нинский; ur. 17 lipca?/30 lipca 1900 we wsi Gilowa w guberni tobolskiej, zm. 17 października 1977 w Moskwie) – radziecki dowódca wojskowy, generał armii, uczestnik wojny domowej w Rosji, wojny radziecko-japońskiej i II wojny światowej, Bohater Związku Radzieckiego.

## Życiorys
Skończył szkołę wiejską, w listopadzie 1919 ochotniczo wstąpił do Armii Czerwonej, brał udział w wojnie domowej na Froncie Zachodnim, dwukrotnie ranny. W 1924 ukończył 24 szkołę piechoty we Władywostoku i został dowódcą plutonu w 107 włodzimierskim pułku piechoty, 1929 jako dowódca kompanii 106 pułku piechoty 36 Dywizji Piechoty uczestniczył w konflikcie o Kolej Wschodniochińską, od października 1930 do 1931 był kursantem kursów doskonalenia kadry dowódczej Armii Czerwonej „Wystrieł” im. Kominternu. W latach 1931–1936 dowodził batalionem, 1936 był pomocnikiem dowódcy pułku w Zabajkalskim Okręgu Wojskowym, 1938–1939 wraz z pułkiem przebywał na terytorium Mongolii, gdzie 1939 brał udział w bitwie nad Chałchin-Goł z wojskiem japońskim. W 1939 został szefem wydziału przygotowania bojowego 1 Grupy Armijnej Zabajkalskiego Okręgu Wojskowego, 1941 ukończył kurs przy Akademii Sztabu Generalnego im. Woroszyłowa, od kwietnia 1941 dowodził 15 Korpusem Piechoty Kijowskiego Specjalnego Okręgu Wojskowego rozlokowanego w rejonie Kowel – Luboml – Włodzimierz Wołyński. W wyniku opóźnienia w awansowaniu go na generała majora, jako dowódca 15 Korpusu Strzeleckiego miał pod swymi rozkazami oficerów wyższych stopniem.
Po ataku Niemiec na ZSRR został włączony wraz z korpusem w skład 5 Armii Frontu Południowo-Zachodniego, brał udział w walkach, w lipcu 1941 został ranny, w sierpniu-wrześniu 1941 dowodził 32 Armią Frontu Rezerwowego. We wrześniu 1941 został dowódcą 42 Armii Frontu Leningradzkiego, a w październiku 1941 zastępcą dowódcy Frontu Leningradzkiego i jednocześnie dowódcą 54 Armii Frontu Leningradzkiego na kierunku wołchowskim, od kwietnia do października 1942 dowodził wojskami 5 Armii Frontu Zachodniego, uczestniczył w operacji rżewsko-syczewskiej.
Od października 1942 do maja 1943 był zastępcą dowódcy wojsk Frontu Wołchowskiego, brał udział w operacji Iskra, od maja do lipca 1943 był zastępcą dowódcy wojsk Frontu Briańskiego, potem dowodził 11 Armią na Froncie Zachodnim/Briańskim, 2 Nadbałtyckim i Frontach Białoruskich, uczestniczył w operacji orłowskiej, briańskiej, homelsko-rzeczyckiej, na czele 11 Armii zajął Briańsk, Bieżycę, Unieczę i Homel (wspólnie z 48 Armią). W grudniu 1943 objął dowództwo nad 2 Armią Uderzeniową, którą dowodził do końca wojny; brał udział m.in. w operacji wschodniopruskiej, wschodniopomorskiej i berlińskiej. 24 czerwca 1945 brał udział w Paradzie Zwycięstwa na Placu Czerwonym. W latach 1946–1947 dowodził Archangielskim Okręgiem Wojskowym, a 1948–1951 7 Armią Gwardii Zakaukaskiego Okręgu Wojskowego w Erywaniu, w 1948 ukończył Wyższe Kursy Akademickie przy Wyższej Akademii Wojskowej im. Woroszyłowa. W listopadzie 1951 został zastępcą, a w listopadzie 1953 I zastępcą Głównodowodzącego Grupą Wojsk Radzieckich w Niemczech, od kwietnia 1954 do grudnia 1957 dowodził wojskami Zakaukaskiego Okręgu Wojskowego, a od grudnia 1957 do grudnia 1965 Turkiestańskiego Okręgu Wojskowego, potem został wojskowym inspektorem-doradcą Grupy Generalnych Inspektorów Ministerstwa Obrony ZSRR. W latach 1958–1966 był deputowanym do Rady Najwyższej ZSRR 5. i 6. kadencji. Miał honorowe obywatelstwo Briańska, Wołchowa, Łomonosowa, Kingiseppa, Homla, Czojbalsana i Fromborka. Został pochowany na Cmentarzu Nowodziewiczym. Jego imieniem nazwano ulice w Homlu, Tiumeni, Briańsku i Łomonosowie.

## Awanse
- pułkownik (lipiec 1939);
- generał major (12 sierpnia 1941);
- generał porucznik (13 czerwca 1942);
- generał pułkownik (5 października 1944);
- generał armii (8 sierpnia 1955).

## Ordery i odznaczenia
- Złota Gwiazda Bohatera Związku Radzieckiego (29 sierpnia 1939)
- Order Lenina (czterokrotnie – 29 sierpnia 1939, 21 lutego 1944, 21 lutego 1945 i 29 lipca 1960)
- Order Czerwonego Sztandaru (pięciokrotnie)
- Order Suworowa  I klasy (dwukrotnie)
- Order Kutuzowa I klasy (28 stycznia 1943 i 29 maja 1943)
- Order Czerwonej Gwiazdy (16 sierpnia 1936)
- Order „Za służbę Ojczyźnie w Siłach Zbrojnych ZSRR” III klasy (30 kwietnia 1975)
- Medal „Za wyróżnienie w ochronie granic państwowych ZSRR”
- Medal 100-lecia urodzin Lenina
- Medal „Za obronę Leningradu”
- Medal „Za obronę Kijowa”
- Medal „Za zwycięstwo nad Niemcami w Wielkiej Wojnie Ojczyźnianej 1941–1945”
- Medal „Za zdobycie Królewca”
- Medal „Za zdobycie Berlina”
- Medal „Za rozwój dziewiczych ziem”
- Bohater Mongolskiej Republiki Ludowej (Mongolia, 15 lipca 1975)
- Order Suche Batora (Mongolia, dwukrotnie)
- Medal Za Zasługi Bojowe (Mongolia)
- Order Czerwonego Sztandaru (Mongolia)
- Order Krzyża Grunwaldu II klasy (Polska)
- Złoty Krzyż Orderu Virtuti Militari (Polska)
- Order Odrodzenia Polski (Polska)
- Order Zasługi dla Ojczyzny w Złocie (NRD)
- Order Czerwonego Sztandaru Tuwińskiej Republiki Ludowej
- Medal Za Umacnianie Braterstwa Broni I klasy (Czechosłowacja)